# 鷹巣西道路

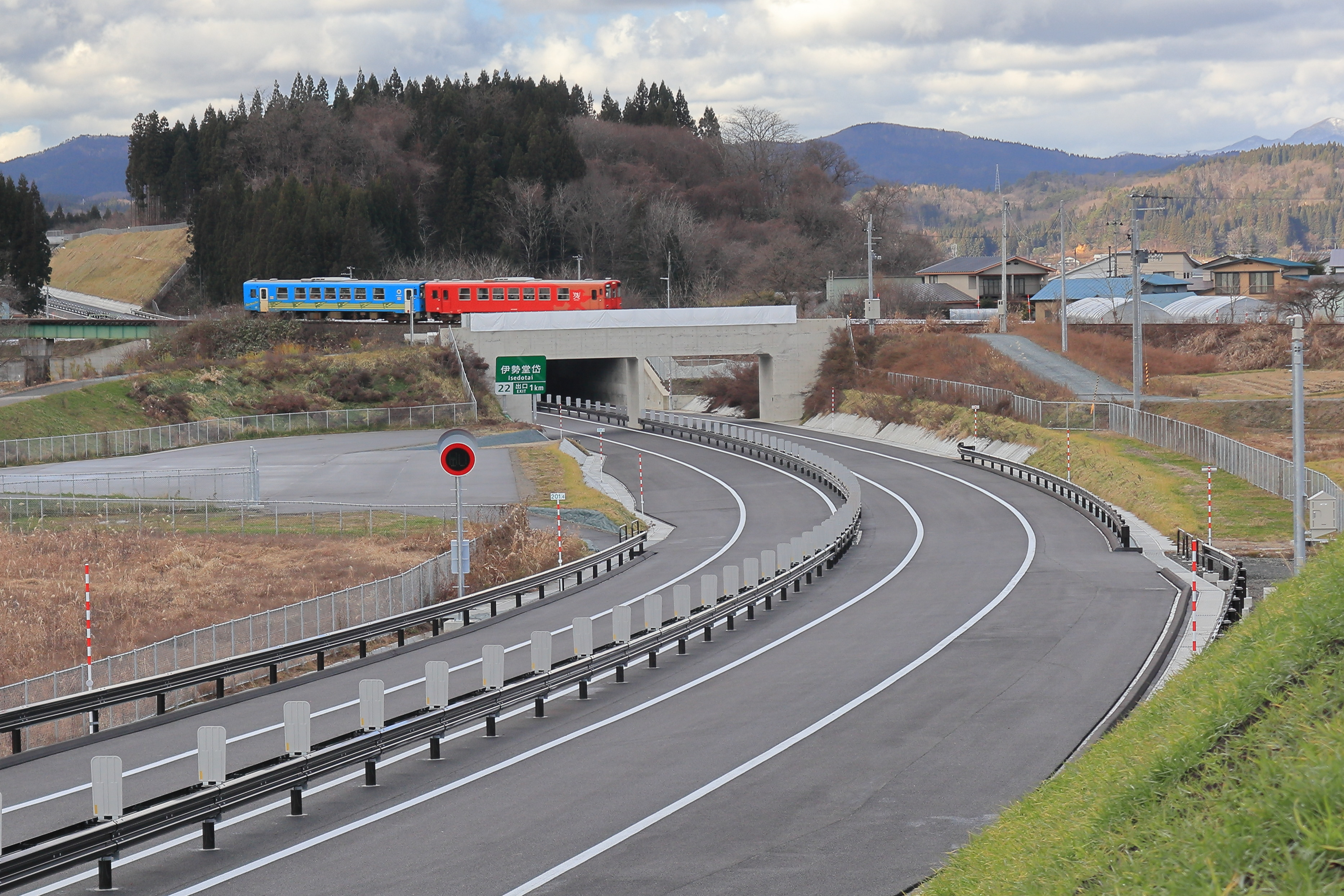
伊勢堂岱遺跡からの景観を守るため、半地下方式で内陸線・県道の下を通る鷹巣西道路

鷹巣西道路（たかのすにしどうろ）は、秋田県北秋田市今泉（今泉IC（仮称））から北秋田市脇神（小ヶ田6号函渠）までの、国土交通省東北地方整備局が管理する国道7号の自動車専用道路および秋田県が管理する一般道路（秋田県道325号大館能代空港西線）からなる延長5.25 kmの道路である。

## 概要
2012年度（平成24年度）から秋田県道325号大館能代空港西線または国道7号に改良工事またはバイパス工事を施し、既存の県道を一部活用するため鷹巣西道路は県が工事を担当。国指定史跡・伊勢堂岱遺跡の近くを通過するため景観に配慮し、秋田内陸線との交差を、全国的にも珍しい半地下方式にした。
蟹沢IC - 北秋田市脇神（小ヶ田6号函渠）間は、2020年（令和2年）12月13日15時に日本海沿岸東北自動車道に並行する自動車専用道路として、本道路終点（小ヶ田6号函渠）から大館能代空港ICまでのすり付け区間（鷹巣大館道路の一部）とともに開通した。開通により、能代市方面から大館能代空港へのアクセス向上・物流の効率化が期待されている。
将来的には自動車専用道路として、秋田自動車道二ツ井白神ICから国道7号の二ツ井バイパス・二ツ井今泉道路に連続し、鷹巣西道路を経て鷹巣大館道路へ連続する予定である。
また、当初、既設の翔鷹大橋を活用し県道大館能代空港西線を改良する予定であった今泉IC - 蟹沢IC間について、翔鷹大橋の一部はエクストラドーズド橋であり、高規格道路ネットワークに必要な耐震補強が困難であることから別線整備する方針となっていた。この区間については整備主体が定まっていなかったが、国事業である二ツ井今泉道路での整備に組み込み整備することを検討し、2022年（令和4年）12月9日に行われた令和4年度第2回東北地方整備局事業評価監視委員会において、今泉IC - 蟹沢IC間を同事業に組み込み別線整備する事業計画変更が承認された。

### 路線データ
- 総延長：5.25 km[注釈 1]
- 起点：秋田県北秋田市今泉（今泉IC（仮称））（北緯40度12分48.9秒 東経140度18分08.4秒）
- 終点：秋田県北秋田市脇神（小ヶ田6号函渠）（北緯40度12分05.7秒 東経140度21分09.6秒）
- 設計速度：80 km/h
- 道路幅員：13.5 m
- 車線数：完成2車線
- 整備主体：秋田県
- 道路管理者：国土交通省東北地方整備局能代河川国道事務所（供用区間）

## 歴史
- 2011年（平成23年）
  - 1月25日：日本海沿岸東北自動車道の計画検討で県道を利用する案が提案される[8]。
  - 8月24日：国土交通相、整備計画策定の前提となる計画段階評価に着手[9]。
  - 10月12日：日沿道建設促進フォーラム（秋田市）で、秋田県が2012年度に県道の改良工事を前倒しして事業化することを表明[10][11]。
- 2012年（平成24年）8月26日：事業化され、中心杭の設置式が行われる[12]。
- 2020年（令和2年）
  - 10月23日：鷹巣西道路の2インターチェンジの名称が決定する[13]。
  - 12月13日：蟹沢IC - 北秋田市脇神（小ヶ田6号函渠）間開通[2]。同日北秋田市坊沢字畑ヶ沢22番2（蟹沢IC）- 同市脇神字槐岱道上11番2（小ヶ田6号函渠）の区間が国道7号に指定される[14][注釈 2]。
- 2022年（令和4年）
  - 6月17日：現道を活用することが検討されていた今泉IC（仮称）- 蟹沢ICについて、別線での整備に変更[4]。
  - 12月19日：今泉IC - 蟹沢IC間が二ツ井今泉道路事業に組み込まれる計画変更が承認[6][7]。

## インターチェンジなど
- IC番号欄の背景色が■である部分については道路が供用済みの区間を示している。また、施設名欄の背景色が■である部分は施設が供用されていない、または完成していないことを示す。なお、未開通区間の名称は仮称である。

- 英略字は以下の項目を示す。

IC：インターチェンジ
| IC 番号                         | 施設名        | 接続路線など                                 | 起点から (km) |
| ------------------------------- | ------------- | -------------------------------------------- | ------------- |
| E7 二ツ井今泉道路               |               |                                              |               |
| 21                              | 蟹沢IC        | 市道蟹沢乗入線 秋田県道325号大館能代空港西線 | 0.0           |
| 22                              | 伊勢堂岱IC    | 市道坊沢大向線 - 秋田県道197号木戸石鷹巣線   | 1.7           |
| -                               | 小ヶ田6号函渠 |                                              | 3.6           |
| E7 鷹巣大館道路（すりつけ区間） |               |                                              |               |